# Ameixoeira
Ameixoeira è una ex freguesia del Portogallo e un quartiere della città di Lisbona. Comprende una popolazione di 11.863 abitanti e occupa un'area totale di 1.62 km². La freguesia è stata soppressa nel 2012 in seguito all'approvazione della riforma dell'assetto amministrativo di Lisbona; il suo territorio è stato incorporato nella freguesia di Santa Clara.